# Uniwersytet Wschodniej Anglii
Uniwersytet Wschodniej Anglii, poprawniej: Uniwersytet Anglii Wschodniej (ang. University of East Anglia) – brytyjski uniwersytet publiczny w Norwich w Wielkiej Brytanii, założony w 1963 roku. 
W 2007 znajdował się na 57 miejscu w Europie według Akademickiego Rankingu Uniwersytetów Świata. W 2013 został sklasyfikowany w Wielkiej Brytanii na 23 miejscu przez „The Times”, 22 miejscu przez „The Sunday Times”, 24 miejscu przez „The Guardian” i 20 miejscu przez „The Complete University Guide”.
W 1970 Malcolm Bradbury i Angus Wilson zapoczątkowali kierunek studiów podyplomowych kreatywnego pisarstwa. Studia są wysoko cenione w Wielkiej Brytanii. Studia te ukończyło wielu znanych pisarzy, między innymi Ian McEwan, Kazuo Ishiguro, Anne Enright, Andrew Miller, Owen Sheers, Tracy Chevalier, Trezza Azzopardi, Panos Karnezis i Suzannah Dunn.

## Znane osoby związane z Uniwersytetem Wschodniej Anglii
- Tupou VI
- Valerie Amos
- Trezza Azzopardi
- Wayne Barnes
- Tim Bowler
- John Boyne
- Douglas Carswell
- Gurinder Chadha
- Tracy Chevalier
- Fflur Dafydd
- Jack Davenport
- Anne Enright
- Caroline Flint
- James Frain
- Robert Fulton
- Carlyle Glean
- Mohammed Hanif
- Michael Houghton
- Natasha Howard
- Kazuo Ishiguro
- Tito Mboweni
- Ian McEwan
- Stefan Muthesius
- Paul Nurse
- Teima Onorio
- John Rhys-Davies
- Ben Rice
- Tatiana de Rosnay
- Rosalind Scott
- W.G. Sebald
- Össur Skarphéðinsson
- Matt Smith
- Thomas Galbraith